# Cipérez
Cipérez település Spanyolországban, Salamanca tartományban. Cipérez Villar de Peralonso, Villasdardo, Santa María de Sando, Sando, Garcirrey, El Cubo de Don Sancho, Pozos de Hinojo, Peralejos de Arriba és Espadaña községekkel határos. Lakosainak száma 225 fő (2024).

## Népesség
A település népessége az elmúlt években az alábbi módon változott:
| Lakosok száma | 428  | 391  | 341  | 328  | 304  | 294  | 284  | 271  | 247  | 225  |
|               | 2001 | 2004 | 2007 | 2009 | 2012 | 2014 | 2017 | 2019 | 2022 | 2024 |